# Haber (cráter)
Haber es un cráter de impacto muy próximo al Polo Norte de la Luna. Sus vecinos más cercanos son los cráteres Lovelace (contiguo por  el suroeste); Lenard (al noroeste); Hermite (al norte) y Sylvester (adyacente al sureste); al igual que la Catena Sylvester.
|  |

El cráter Haber tiene forma poligonal y está casi completamente destruido. Su contorno está alisado, bloqueado por muchos impactos pequeños y es difícil distinguirlo del terreno circundante. El fondo del cuenco es bastante rugoso, pero sin elementos notables.
Recibió el nombre del químico alemán Fritz Haber (1868-1934) por decisión de la UAI en 2009.